# Walk Away (píseň)
Walk Away je singl skotské indie-rockové kapely Franz Ferdinand, který se rovněž objevil na albu You Could Have It So Much Better. Byl vydán 5. prosince 2005 - přesně dva měsíce a dva dny po druhém studivém počinu You Could Have It So Much Better. V britském žebříčku skončil na 13. místě.
Píseň napsali Alex Kapranos a Nick McCarthy na podzim roku 2004 v Hamburku. Videoklip měl premiéru 4. listopadu 2005 na britském televizním kanálu Channel 4.
Na srbském festivalu EXIT, 6. července 2006 Alex Kapranos vysvětlil, že píseň byla věnována Gavrilo Principovi, bosenskosrbskému politickému aktivistovi, který 28. července 1914 zavraždil František Ferdinand d’Este.

## Úryvek textu
Why don't you walk away?
No buildings will fall down
Why don't you walk away?
No quake will split the ground
Why don't you walk away?
The sun won't swallow the sky

## Jednotlivé verze

### CD
1. Walk Away - 3:36
2. Sexy Boy (Air Cover) - 3:40

### Sedmipalcová gramodeska
1. Walk Away - 3:36
2. The Fallen (akustická verze)

### DVD
1. Walk Away (video)
2. Walk Away (tvorba videa)
3. This Boy (live in Edinburgh)